# Włodzimierz Nowakowski (działacz społeczny)
Włodzimierz Nowakowski (ur. 12 listopada 1907 w Poznaniu, zm. 26 czerwca 1965 tamże) – polski działacz społeczny i śpiewaczy, księgarz oraz organizator placówek kulturalnych.

## Życiorys
W Poznaniu zdobył zawód księgarza i prowadził własna księgarnię na Świętym Marcinie pod nazwą Książnica Poznańska. W 1938 został zmobilizowany i brał udział w odzyskaniu Zaolzia. Ostatnie miesiące przedwojenne spędził na Górnym Śląsku, gdzie był właścicielem huty Silesia. Zmobilizowano go ponownie tuż przed 1 września 1939. Po udziale w kampanii wrześniowej dostał się do niewoli niemieckiej, w której pozostawał do 1942. Po opuszczeniu niewoli powrócił do Poznania, gdzie z nakazu niemieckich władz okupacyjnych pracował jako robotnik w magazynach portowych nad Wartą.
Po zakończeniu okupacji niemieckiej podjął zatrudnienie w Wydziale Kultury poznańskiego Urzędu Wojewódzkiego, a później pełnił obowiązki dyrektora administracyjnego Muzeum Narodowego w Poznaniu.  Był współtwórcą Poznańskiego Towarzystwa Fotograficznego oraz współinicjatorem utworzenia Muzeum Instrumentów Muzycznych w Poznaniu, Muzeum Wojska Polskiego w Poznaniu, Muzeum Uzbrojenia na Cytadeli i muzeów w Rogalinie oraz Gołuchowie. 
Działał w amatorskim ruchu muzycznym. W 1948 został prezesem zarządu Poznańskiego Towarzystwa Muzycznego. 15 lutego 1952 ustąpił z tego stanowiska. Od 22 maja 1949 do 18 maja 1952 był wiceprezesem Wielkopolskiego Związku Śpiewaczego. 26 sierpnia 1954 został ponownie prezesem zarządu Poznańskiego Towarzystwa Muzycznego i funkcję tę pełnił do czerwca 1956. Po raz trzeci piastował to stanowisko od 1957 do 17 lutego 1961. Do śmierci był skarbnikiem tego towarzystwa. Zasiadał w sekretariacie Międzynarodowych Konkursów Skrzypcowych im. Henryka Wieniawskiego. 
Zmarł podczas pełnienia obowiązków służbowych w poznańskim Muzeum Narodowym. Został pochowany na Cmentarzu Junikowo (pole 11-B-4-7).

## Odznaczenia
Otrzymał m.in. następujące odznaczenia:
- Srebrna Odznaka Śpiewacza Poznańskiego Towarzystwa Muzycznego,
- Złoty Krzyż Zasługi,
- Medal 10-lecia Polski Ludowej,
- Odznaka 1000-lecia Państwa Polskiego[1].

## Rodzina
W 1934 ożenił się z Kazimierą Nowakowską (tłumaczką z języka niemieckiego i francuskiego), z którą miał dwóch synów: Leszka i Waldemara.